# Microcreagrina
Microcreagrina es un género de pseudoscorpiones de la familia Syarinidae. Se distribuyen por el sur de Europa, la Macaronesia y el norte de África.

## Especies
Según Pseudoscorpions of the World:
- Microcreagrina cavicola Mahnert, 1993
- Microcreagrina hispanica (Ellingsen, 1910)
- Microcreagrina madeirensis Mahnert, 1993
- Microcreagrina subterranea Mahnert, 1993

## Publicación original
- Beier, 1961: Nochmals über iberische und marokkanische Pseudoscorpione. Eos, Madrid, vol. 37, p. 21-39.